# سجو چوسان
پادشاه سجو (به کره ای:조선 세조) (زاده ۲ نوامبر ۱۴۱۷ - درگذشته ۲۳ سپتامبر ۱۴۶۸، دوران حکومت:۱۴۵۵–۱۴۶۸) هفتمین پادشاه سلسله چوسان بود. او پسر پادشاه سجونگ کبیر و برادر پادشاه مونجونگ و عموی پادشاه تانجونگ بود که علیه برادرزاده‌اش کودتا کرد و در سال ۱۴۵۵ به جای او به تخت سلطنت نشست.

## زندگی‌نامه

### اوایل زندگی
وی در سال ۱۴۱۷ با نام یی یو متولد شد و پسر دوم پادشاه سجونگ بود. وی توانایی زیادی در تیراندازی با کمان، اسب سواری و ورزش‌های رزمی از خود نشان داد. او همچنین یک فرمانده نظامی توانا بود، هرچند که هرگز به میدان نبرد رفت. وی در سال ۱۴۲۸ عنوان شاهزاده بزرگ سویانگ (수양 대군، 首 陽 大君) را دریافت کرد، که از آن پس بیشتر با این نام شناخته می‌شود. بعد از مرگ پادشاه سجونگ، برادر بیمار شاهزاده سویانگ یعنی مونجونگ قدرت را در دست گرفت ولی مدتی بعد درگذشت. پادشاهی به پسر ۱۲ ساله وی یعنی دانجونگ رسید. پادشاه جدید برای حکمرانی بر کشور بسیار جوان بود و تمام روندهای سیاسی کشور توسط نخست‌وزیر هوانگ بو این و ژنرال کیم جونگ سو معاون نخست‌وزیر کنترل می‌شد. به دلیل اینکه کیم جونگ سو و حزبش از این فرصت برای گسترش قدرت مقامات دربار در برابر بسیاری از اعضای خانواده سلطنتی استفاده می‌کردند، تنش بین کیم و سویانگ رو به فزونی نهاد. نه فقط سویانگ، بلکه شاهزاده بزرگ آنپیونگ نیز در جستجوی فرصتی برای رسیدن به تاج و تخت بود. سویانگ خود را با متحدین قابل اعتماد از جمله مشاور مشهور وی هان میونگ هوی احاطه کرده بود. هان به سویانگ توصیه نمود تا کنترل دولت را با کودتا در دست بگیرد و در ۱۰ نوامبر (دهمین روز از دهمین ماه قمری) سال ۱۴۵۳، او کیم جونگ سو و اعضای حزبش را کشت و زمام قدرت را در دست گرفت. بعد از کودتا او برادرش آنپیونگ را دستگیر کرد، ابتدا او را به تبعید فرستاد و سپس وی را به مرگ محکوم کرد.

### حکومت
سرانجام در سال ۱۴۵۵ سویانگ، برادرزاده ناتوان خود را مجبور به کناره‌گیری از سلطنت کرد و خود را هفتمین پادشاه سلسله چوسان نامید. سپس مقام دانجونگ را به شاهزاده تنزل داد و پس از مسموم کردن برادر کوچکترش، شاهزاده بزرگ گومسونگ، دستور کشتن دانجونگ را هم صادر کرد. در دوران حکومت سجو شش دانشمند دربار با نام‌های سئونگ سام مون، پاک پنگ نیون، ها وی جی، یی گه، یو ئونگ بو، و یو سئونگ وون تلاش کردند تا وی را از حکومت برکنار کنند و دانجونگ را به تخت سلطنت بازگردانند. علی‌رغم اینکه تخت سلطنت را با کودتا به دست آورد و در این راه افراد زیادی را به قتل رساند، وی نام خود را به عنوان یکی از تواناترین حاکمان تاریخ کره به ثبت رساند. ابتدا، او با تضعیف قدرت شورای مملکتی نوع حکومتی که پادشاه تائجونگ ایجاد کرده بود را تقویت کرد و کنترل وزرای دربار را مستقیماً در دست گرفت. وی همچنین سیستم اداری را که توسط پادشاه تائجونگ ارائه شده بود تقویت کرد و به حکومت امکان تعیین دقیق تعداد جمعیت و بسیج مؤثرتر سربازان را داد. او دقیقاً مانند تائجونگ در سیاست خارجی شخصی انعطاف‌ناپذیر و سرسخت بود و در سالهای ۱۴۶۰ (오랑캐 / 兀良哈) و ۱۴۶۷ (호리 / 胡 改) به جورچن‌ها در مرزهای شمالی این کشور حمله کرد. او به منظور بهبود اقتصاد کشور قانون زمین را اصلاح کرد. او چندین تن از دانشمندان دوران پادشاه سجونگ (معروف به شش وزیر شهید) را به جرم توطئه علیه خود اعدام کرد. او انتشار کتاب‌های تاریخ، اقتصاد، کشاورزی و مذهبی را تشویق کرد.

### سال‌های آخر
از مهمترین کارهای وی می‌توان به تدوین نظامنامه بزرگی که او برای مدیریت کشور طراحی کرد اشاره نمود. این نظامنامه به سنگ بنای مدیریت امور کشور تبدیل شد و اولین نوع از قانون اساسی در گونه نوشتاری در کره بود. سرانجام او در سال ۱۴۶۸ درگذشت، و تخت سلطنت به پسر بیمار او یجونگ رسید.

## خانواده
- پدر: سجونگ کبیر (۱۵ مه ۱۳۹۷ – ۸ آوریل ۱۴۵۰) (세종)
  - پدربزرگ: تائجونگ چوسان (۱۳ ژوئن ۱۳۶۷ – ۳۰ مه ۱۴۲۲) (조선 태종)
  - مادربزرگ: ملکه وون گیونگ از قبیله یئوهئونگ مین (۲۹ ژوئیه ۱۳۶۵– ۱۸ اوت ۱۴۲۰) (원경왕후 민씨)
- مادر: ملکه سوهون از قبیله چئونگ سونگ شیم (۱۲ اکتبر ۱۳۹۵– ۱۹ آوریل ۱۴۴۶) (소헌왕후 심씨)
  - پدربزرگ: شیم اون (۱۳۷۵ – ۱۸ ژانویه ۱۴۱۹) (심온)
  - مادر بزرگ: بانو آن از قبیله سون هئونگ آن (؟ – ۱۴۴۴) (순흥 안씨)
- همسران و فرزند(ها):

1. ملکه جونگ هی از قبیله پاپیونگ یون (۸ دسامبر ۱۴۱۸– ۶ مه ۱۴۸۳) (정희왕후 윤씨)[۱][۲]
  1. یی جانگ، ولیعهد اوی گیونگ (۱۴۳۸ – ۲ سپتامبر ۱۴۵۷) (이장 의경세자)[۳]
  2. شاهزاده اوی سوک (۱۴۴۲ – ۳ دسامبر ۱۴۷۷) (의숙공주)[۴]
  3. یی هوانگ، شاهزاده بزرگ ههِ یانگ (۱۴ ژانویه ۱۴۵۰– ۳۱ دسامبر ۱۴۶۹) (이황 해양대군)
  4. یی سه هی (이세희) یا شاهزاده اوی ریونگ (의령공주) یا شاهزاده اوی هوا (의화공주)[۵][۶]
2. همسر نجیب‌زاده سلطنتی گئون از قبیل سئون سان (۱۴۲۵ –؟) (근빈 박씨)[۷][۸]
  1. یی سئو، شاهزاده دیوک وون (۶ مارس ۱۴۴۹– ۲۲ ژوئیه ۱۴۹۸) (이서 덕원군)
  2. یی سئونگ، شاهزاده چانگ وون (۱۴۵۸ – ۱۴۸۴) (이성 창원군)
3. همسر خلع شده سو یونگ از قبیله پارک (폐 소용 박씨)
  1. پسر بدون نام (در کودکی درگذشت)
4. بانو سوک وون از قبیله گوریونگ شین (숙원 신씨)

## کتاب‌های نوشته شده توسط سجو
سجو بر اساس علایق خود تعدادی کتاب نوشت. یکی از آنها سئوک بو سانگ جوئل (انگلیسی: Seokbosangjeol، کره‌ای:석보상절) نام دارد که در آن به شرح، زندگی گوتاما بودا پرداخته‌است. وی همچنین دو کتاب دیگر نیز نوشته‌است:
- وولین سوکبو (월인석보، 月印釋譜، انگلیسی: Wolin sukbo)
- یوکدِ بیونگ یو (역대병요، 歷代兵要، انگلیسی:Yukdae byungyo)

## بازیگرانی که در نقش پادشاه سجو نقش آفرینی کرده‌اند
- کیم آل-یوم در سال ۱۹۸۳ و در سریال پادشاه قصر چودونگ که توسط شبکه MBC پخش شد.
- نام سونگ وو در سال ۸۵–۱۹۸۴ و در سریال تاریخ ۵۰۰ ساله چوسان: درخت پرونوس مومه در میان برف که توسط شبکه MBC پخش شد.
- سئو این-سئوک در سال ۱۹۹۴ و در سریال هان میونگ هوی که توسط شبکه KBS2 پخش شد.
- ایم دونگ-جین در سال ۲۰۰۰–۱۹۹۸ و در سریال پادشاه و ملکه که توسط شبکه KBS1 پخش شد.
- چوی بونگ-شیک در سال ۲۰۰۷ و در سریال سایوکسین که توسط شبکه KBS2 پخش شد.
- کیم بیونگ سه در سال ۲۰۰۸–۲۰۰۷ و در سریال پادشاه و من که توسط شبکه SBS پخش شد.
- کیم یئونگ چئول در سال ۲۰۱۱ و در سریال عشق شاهزاده خانم که توسط شبکه KBS2 پخش شد.
- کیم یونگ هو در سال ۲۰۱۱ و در سریال اینسو:ملکه مادر که توسط شبکه JTBC پخش شد.
- لی یونگ جائه در سال ۲۰۱۳ و در فیلم سینمایی چهره خوان.
- گو یونگ بین در سال ۲۰۱۶ و در سریال جانگ یونگ شیل که توسط شبکه KBS1 پخش شد.